# Gouvernement de l'Illinois

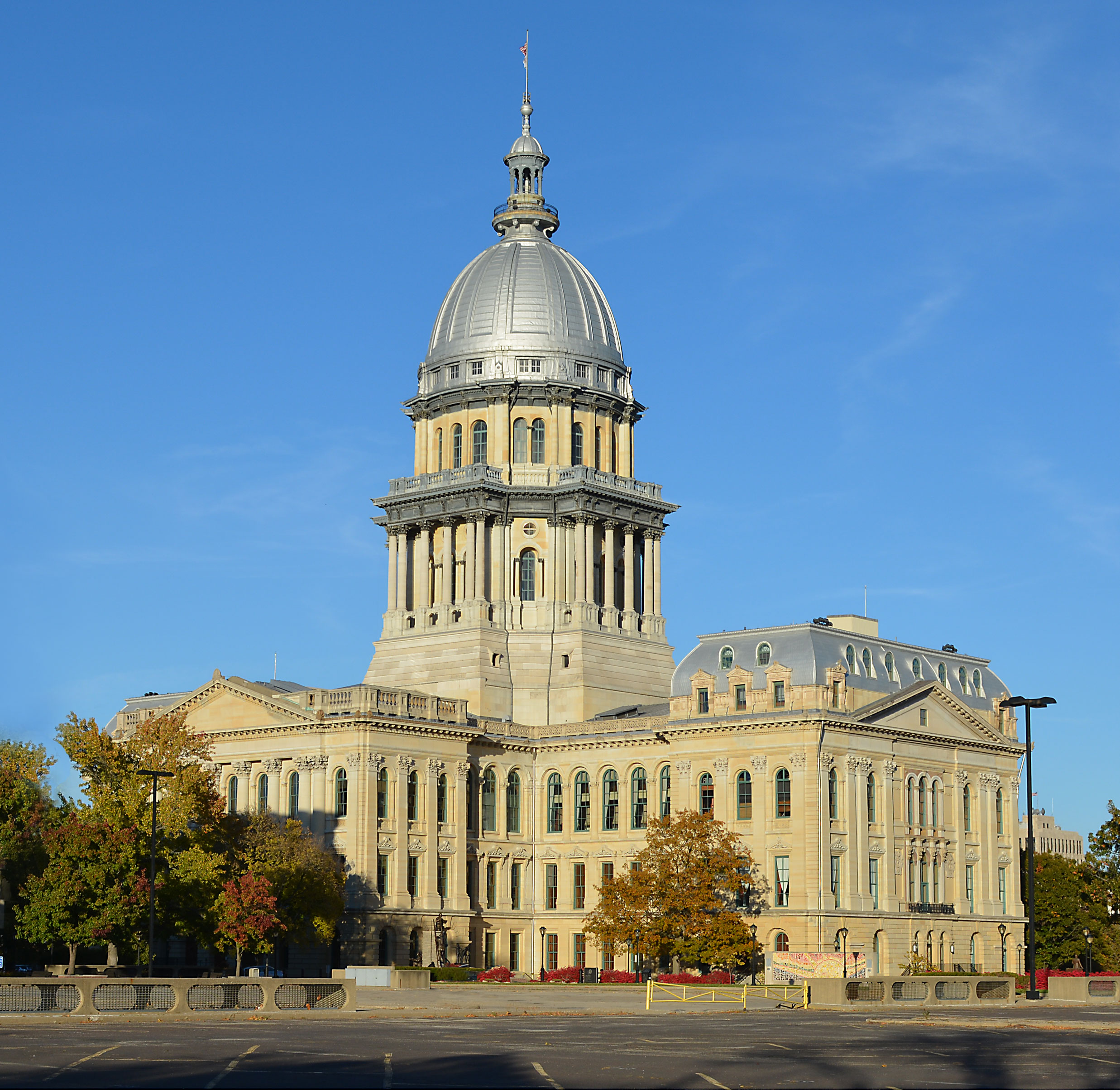
Capitole de l'Illinois à Springfield.

Le gouvernement de l'État de l'Illinois (Government of the State of Illinois en anglais) est régi par la Constitution de l'Illinois. La capitale de l'État est Springfield.

## Exécutif d'État

### Membres élus du gouvernement

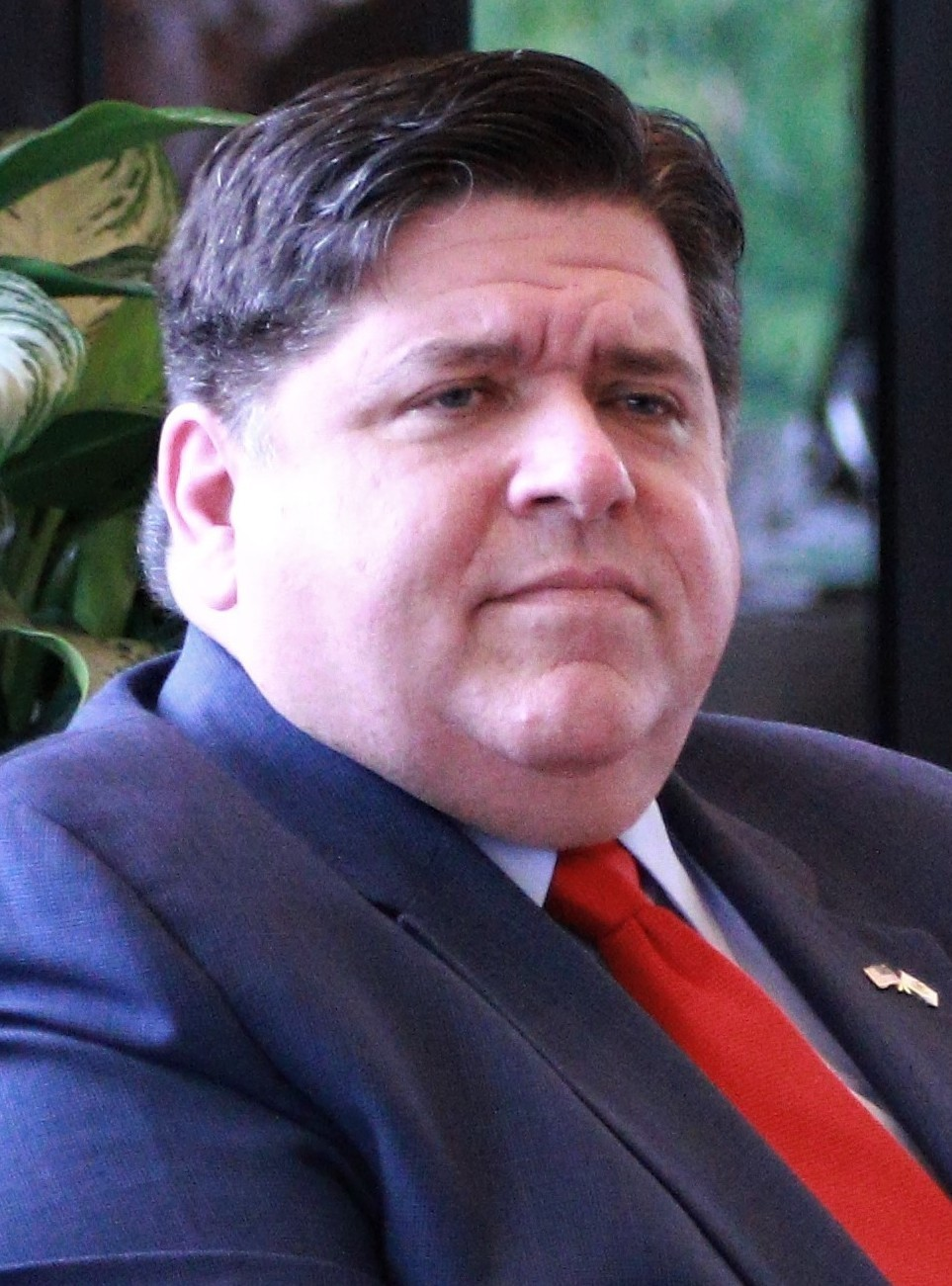
J. B. Pritzker (D-) Gouverneur
Juliana Stratton (D-) Lieutenant-gouverneur
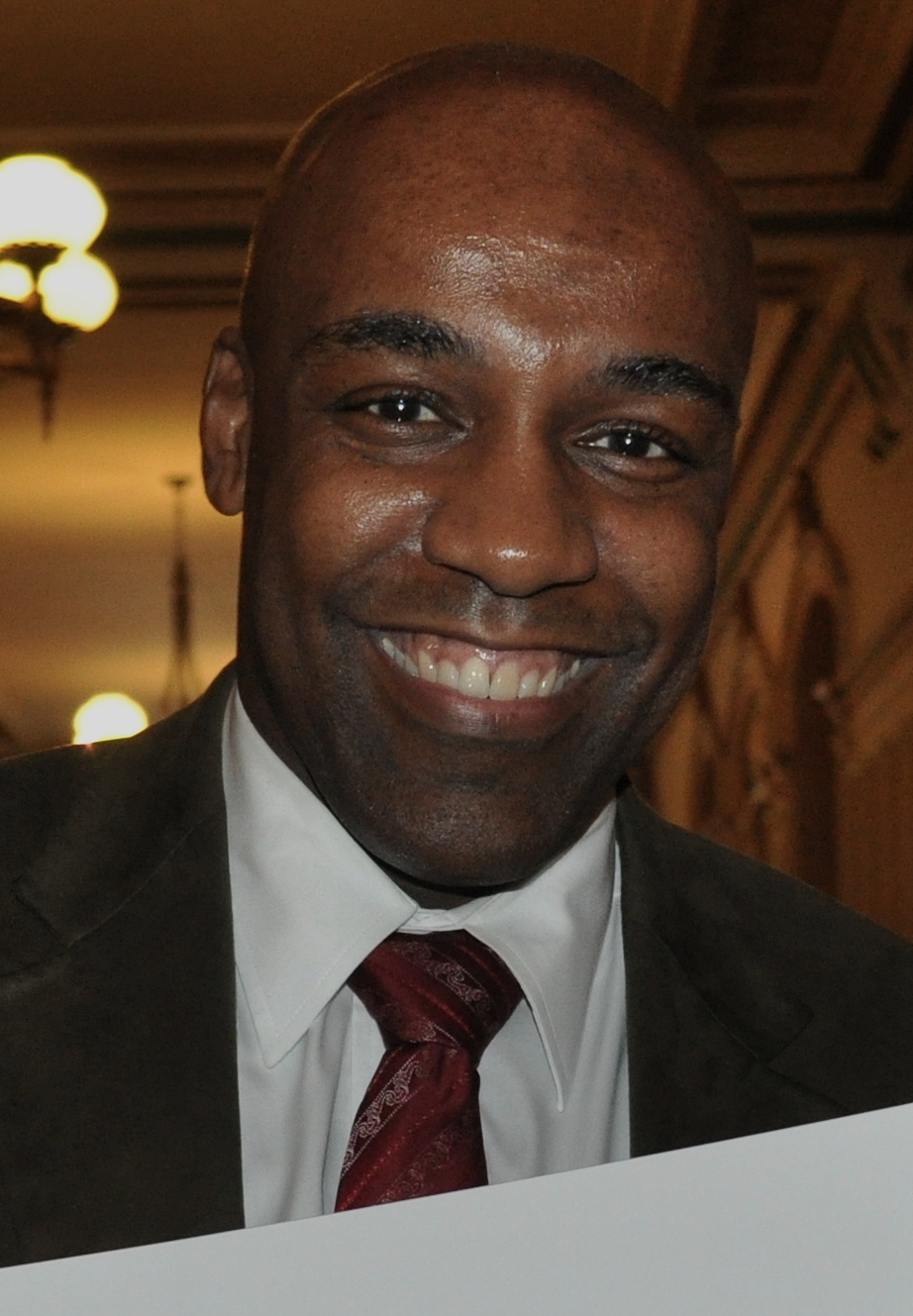
Kwame Raoul (D-) Procureur Général
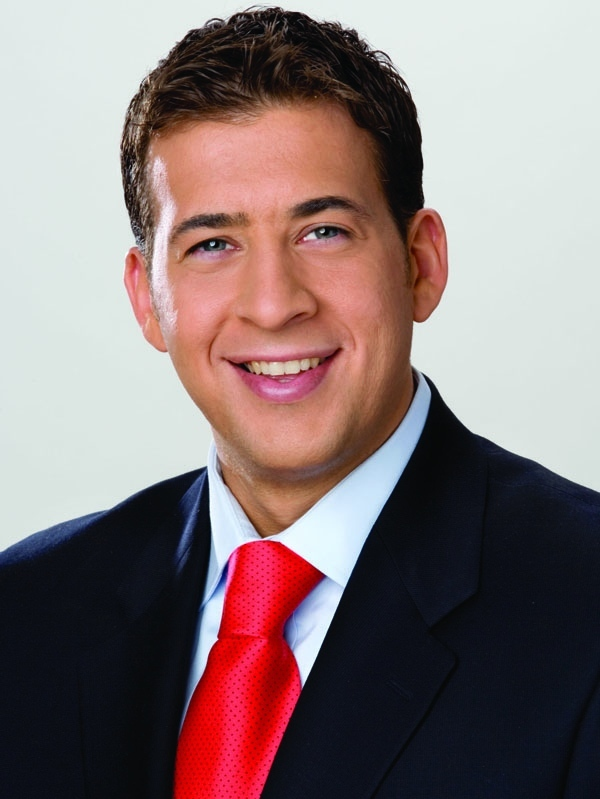
Alexi Giannoulias (D-) Secrétaire d'État
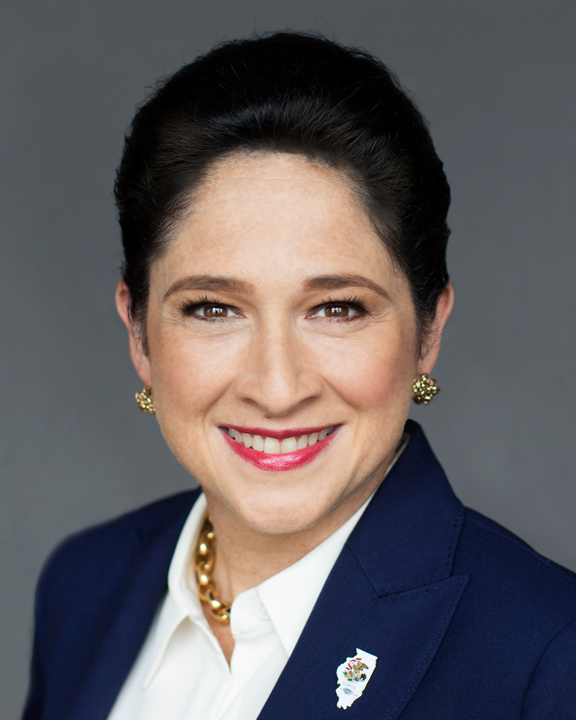
Susana Mendoza (D-) Contrôleur
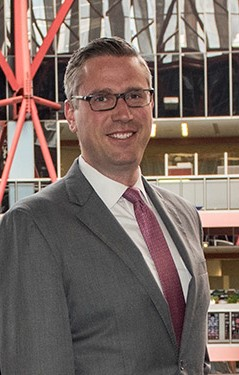
Mike Frerichs (D-) Trésorier

### Gouverneur
Le Governor of Illinois est le chef de l'exécutif de l'État américain de l'Illinois et à la charge de faire appliquer les lois votées par l'Assemblée générale de l'Illinois (Illinois General Assembly, le parlement de l'État).

### Lieutenant Gouverneur
Le Lieutenant Governor est le subordonné du gouverneur. Son rôle principal est de remplacer le gouverneur en cas d'absence, par exemple lorsqu'il n'est pas présent sur le territoire de l'Illinois, de démission ou de décès. Il est élu en même temps que le gouverneur sur un "ticket". Si le Lieutenant Gouverneur possède tous les droits du gouverneur durant son absence, il ne les utilise pas en pratique.

### Attorney General
Le Procureur Général de l'Illinois ou Illinois Attorney General est l'officier judiciaire le plus haut de l'État de l'Illinois. À l'origine il était nommé par le gouverneur de l'État, maintenant il est désormais élu au suffrage universel. Basé à Chicago et à Springfield, l'Attorney General est chargé de conseiller en matière de droit diverses agences d'État incluant notamment le Gouverneur de l'Illinois ou l'Assemblée générale de l'Illinois, le procureur générale conduit aussi toutes les affaires légales se rapportant à l'État. 
La fonction d'Illinois Attorney General a été établie le 3 décembre 1818 à la suite de directives adoptées selon une convention constitutionnelle d'État. La première personne à exercer cette fonction fut Daniel Pope Cook qui a servi seulement onze jours après son élection à la Chambre des représentants des États-Unis ; à noter également que le Comté de Cook a été dédié en son honneur.

### Contrôleur des comptes publics
Le Contrôleur des comptes publics ou Comptroller of Illinois est un élu de l'État américain de l'Illinois. Il supervise les comptes publics de l'État, il gère également les paiements à l'intérieur de l'État ou en dehors. La fonction a été créée par la Constitution de l'Illinois en 1970, remplaçant l'agence office of Auditor of Public Accounts.
Le Comptroller est chargé par les termes de la Section 17 (Article V) de la Constitution de l'Illinois du maintien des comptes fiscaux centraux de l'État, Il commande les paiements effectués par le Trésorier de l'Illinois. Conformément à ce droit, le Comptroller signe des salaires ou accorde l'approbation aux paiements électroniques faits par l'État à ses salariés et créanciers.

### Trésorier de l'État
Le titulaire actuel du poste est le démocrate Mike Frerichs. La Constitution de l'État stipule, (notamment l'article V - Section 18) que le Trésorier doit assurer la bonne gestion des investissements et des dépenses des fonds publics dans l'Illinois. Le Trésorier n'est pas l'officier fiscal en chef de l'État, rôle qui est réservé au Contrôleur des Comptes Publics de l'Illinois.

### Autres agences
- Illinois Department on Aging
- Illinois Department of Agriculture
- Illinois Office of the State Appellate Défender
- Illinois Office of the State's Attorneys Appellate Prosecutor
- Illinois Arts Council
- Illinois Commission of Attorney Registration & Disciplinary
- Illinois Auditor General
- Illinois Capital Development Board
- Illinois Department of Central Management Services
- Illinois Department of Children and Family Services
- Illinois Civil Service Commission
- Illinois Department of Commerce and Economic Opportunity[1]
- Illinois Commerce Commission
- Illinois Community College Board
- Illinois Comprehensive Health Insurance Plan
- Illinois Department of Corrections
- Illinois Criminal Justice Information Authority
- Illinois Council on Developmental Disabilities
- Illinois Deaf and Hard of Hearing Commission
- Illinois Commission on Discrimination and Hate Crimes
- Illinois State Board on Education
- Illinois State Board on Educational Labor Relations
- Illinois State Board of Elections
- Illinois Emergency Management Agency
- Illinois Department of Employment Security
- Illinois Environmental Protection Agency
- Illinois State Fair
- Illinois Finance Authority
- Illinois Department of Financial and Professional Regulation[2]
- Illinois Gaming Board
- Illinois Guardianship and Advocacy Commission
- Illinois Department of Healthcare and Family Services[3]
- Illinois Board of Higher Education
- Illinois Historic Preservation Agency
- Illinois Housing Development Authority
- Illinois Human Rights Commission
- Illinois Department of Human Rights
- Illinois Department of Human Services
- Illinois Department of Insurance
- Illinois State Board of Investment
- Illinois Judicial Inquiry Board
- Illinois Department of Juvenile Justice
- Illinois Department of Labor
- Illinois State Board of Labor Relations
- Illinois State Board on Law Enforcement Training and Standards
- Illinois Commission on Liquor Control
- Illinois Lottery
- Illinois Office of Management and Budget[4]
- Illinois Medical District Commission
- Illinois Department of Military Affairs
- Illinois Department of Natural Resources
- Illinois Pollution Control Board
- Illinois Property Tax Appeal Board
- Illinois Department of Public Health
- Illinois Prisoner Review Board
- Illinois Racing Board
- Illinois Department of Revenue
- Illinois Office of Secretary of State
- Illinois State Fire Marshal
- Illinois State Police
- Illinois State Board on Police Merit
- Illinois State Retirement Systems
- Illinois Office of State Treasurer
- Illinois State Universities Civil Service System
- Illinois State Universities Retirement System
- Illinois Commission of Student Assistance
- Illinois Supreme Court
- Illinois Teachers’Retirement System
- Illinois State Toll Highway Authority
- Illinois Department of Transportation
- Illinois Department of Veterans Affairs
- Illinois Workers' Compensation Commission